# Despeleza capitata
Despeleza capitata là một loài thực vật có hoa trong họ Đậu. Loài này được (Michx.) Nieuwl. mô tả khoa học đầu tiên năm 1914.